# Special Beat Service
Special Beat Service è il terzo album in studio del gruppo ska britannico The Beat, pubblicato nel 1982.

## Tracce
Side A
1. I Confess – 4:34
2. Jeanette – 2:46
3. Sorry – 2:33
4. Sole Salvation – 3:05
5. Spar Wid Me – 4:32
6. Rotating Head – 3:24

Side B
1. Save It for Later – 3:34
2. She's Going – 2:10
3. Pato and Roger a Go Talk – 3:19
4. Sugar and Stress – 2:57
5. End of the Party – 3:32
6. Ackee 1-2-3 – 3:12

## Formazione
- Ranking Roger – voce, percussioni
- Dave Wakeling – voce, chitarra
- David Steele – basso, banjo
- Andy Cox – chitarra, mandolino
- Everett Morton – batteria
- Saxa – sassofono
- Wesley Magoogan – clarinetto, sassofono
- Dave "Blockhead" Wright – tastiere, piano